# Leopold Lahola
Leopold Lahola (született:  Leopold Arje Friedmann; Eperjes, 1918. január 30. – Pozsony, 1968. január 12.) szlovák dráma-, regényíró, forgatókönyvíró és filmrendező.

## Élete
A gyermekkorát Árvában töltötte, pozsonyi gimnáziumba járt, majd a Comenius Egyetem bölcsészkarán filozófiát tanult. Magánórákat vett Ján Mudroch, szlovák festő mellett. A tanulmányait a második világháború alatt kénytelen volt félbehagyni a zsidó származása miatt. Katonaként aktívan részt vett a harcokban, később internálták egy munkatáborba Nyitranovák közelében, ahol az anyja és a testvére is munkaszolgálatos volt. Harcolt a szlovák nemzeti felkelésben Garamfőnél, ahol megsebesült.
A háború végén katonai tudósítóként dolgozott. A háború után a Bojovník magazin főszerkesztője lett. 1946-ban elhagyta a szerkesztőséget, és az irodalmi munkáival foglalkozott. Több színművet készített, amelyeket 1947-től a Szlovák Nemzeti Színházban mutattak be. 1949-ben Izraelbe költözött, de nem sokáig tartózkodott itt, visszatért Európába. Letelepedett a Német Szövetségi Köztársaságban, ahol filmíróként és rendezőként dolgozott. Emigránsként nem kapcsolódott be a politikai életbe, ezért a kommunista rezsim megengedte, hogy hazatérjen Csehszlovákiába. Az 1960-as évek második felétől filmkészítéssel foglalkozott. 1968. január 12-én, a Sladký čas Kalimagdory film forgatása közben váratlanul meghalt Pozsonyban. 1991-ben posztumusz megkapta a Tomáš Garrigue Masaryk-rend III. osztályú éremét.

## Munkássága
Már a középiskolai tanulmányai alatt fordított az új héber költészetből. Kezdetben a saját neve alatt írta a verseit, és készítette el a műfordításait. Később színdarabokat is írt. 1945-től használta a Lahola álnevet. Az 1940-es évek végén ő volt az egyik legismertebb dramaturg. Számos film forgatókönyvírója, rendezője. Az 1960-as évek végén készítette a Sladký čas Kalimagdory című filmet, Jan Weiss utópisztikus regénye alapján. Közvetlenül a film befejezéskor a harmadik szívrohamában halt meg. Válogatott novellái 1968-ban Az utolsó dolog címmel jelentek meg.

## Művei

### Színházi előadások
- Bezvetrie v Zuele (1947)
- Štyri strany sveta (1948) A világ négy oldala
- Atentát (1949) Orgyilkosság
- Škvrny na slnku (1967) Foltok a napfényben
- Inferno (1968)

### Filmforgatókönyvek
- Bílá tma (1948) Fehér sötétség
- Vlčie diery (1948) Farkaslyukak
- Návrat domů (1948) Hazatérés
- Sladký čas Kalimagdory (1968) Kalimagdora kedvese

### Egyéb munkái
- Chamsin (versek, műfordítás, 1940)[5]
- Posledná vec (válogatott novellák, 1968) Az  utolsó dolog
- Ako jed škorpióna (válogatott versek, 1995) Mint a skorpióméreg

## Magyarul
- Véletlen ismeretség (Európa Könyvkiadó, Budapest, 1970, fordította: Bábi Tibor)

## Fordítás
- Ez a szócikk részben vagy egészben  a   Leopold Lahola című szlovák Wikipédia-szócikk ezen változatának fordításán alapul.  Az eredeti cikk szerkesztőit annak laptörténete sorolja fel. Ez a jelzés csupán a megfogalmazás eredetét és a szerzői jogokat jelzi, nem szolgál a cikkben szereplő információk forrásmegjelöléseként.